# Moisés Quiñónez
Moisés Quiñonez (4 de septiembre Tijuana) es un cantautor y productor musical mexicano.

## Biografía
Nació en la ciudad de Tijuana, estado de Baja California en México, sus padres Manuelita Rincón y Juan De Dios Quiñónez le inculcaron el amor por la música desde muy pequeño. Moises comenzó a cantar a la edad de cuatro años en la escuela primaria, Colegio Independencia de Ciudad Juárez, Chihuahua. Hizo sus pininos en todos los festivales más importantes tales como el Día de las Madres, Día de Independencia de México y muchos otros más; creando así con sus canciones un carisma muy especial entre padres de familia, maestros y niños. Más tarde participó en el coro de primaria por cuatro años, siendo la primera voz.
A los ocho años presentó su primer concierto de guitarra clásica y cantando como solista, creando así un gran impacto en la comunidad que lo reconoció como uno de los talentos infantiles más destacado de la región.
Dio a conocer su melodiosa voz en los centros comerciales Juarences, programas de televisión locales y además en La Feria Expo Juárez, alternando con las grandes celebridades del momento, así como también actuando en los concursos de belleza. Con esta trayectoria, Moises fue contratado para su primera gira por el estado de Chihuahua, logrando un grupo de seguidores adolescentes en todas sus presentaciones.
Hizo su primera aparición para Televisa a los once años de edad en el Concurso Nacional Infantil "Fantasía Musical" dirigido por el mismísimo Raúl Velasco de "Siempre En Domingo". Este concurso le abrió las puertas para continuar su carrera artística, haciendo grandes amigos con los compositores de la época, tales como Carlos Vargas y Gerardo Angeles.
A los quince años de edad decide estudiar Bel canto(Ópera) en la ciudad de El Paso Texas. Ingresa a la Universidad de El Paso, UTEP y se inscribe para dichas clases con el maestro tenor de música Prentice Loftin, director de opera en El Paso; quien lo invita a entrar en un concurso nacional de opera llamado "National Association Of Teachers Of Singing" (NATS) donde más de 1500 jóvenes participaron en la Universidad de Dallas Texas. Moises canta "Seven Crudelle", "Per la Gloria" y la canción inmortal del maestro Agustín Lara "Granada" donde gana el 1.er lugar en la categoría 'Young Man'
Viajó a la Ciudad de México para realizar su primera producción musical, el álbum Inocente. Firmando su primer contrato discográfico con la compañía "Arpegio" afiliada a BMG Ariola.
Después comienza una nueva faceta de su vida y se inscribe en la escuela de actuación de Televisa México "CEA" (Centro De Educación Artística) bajo la dirección de Eugenio Cobo, Moises fue aceptado y becado por esta escuela de actuación aprendiendo de los grandes maestros tales como Sergio Jiménez, Otto Sirgo y Mariana Brito. También estudio Ballet Clásico, Jazz, Actuación, Expresión corporal, Psicología, Actuación Teatral, Canto, Taller de televisión, Tecnología de comunicación entre otras materias relacionadas con la Bellas Artes
Más tarde se va a la ciudad de Los Ángeles California y se asocia con la compañía de producción SPOP Entertainment, donde conoce a grandes artistas del género Urban como The Estsidaz e inicia producciones con Tray Dee y Snoop Dogg en un género nuevo para Moises pero muy valioso y divertido aprendizaje escribiendo cuatro temas Latin Urban con estos genios de la música.
Conociendo a Howard Mc Crary, músico de fama internacional y productor musical quien ha trabajado con Michael Jackson y Chaka Khan. Moises graba un nuevo material de Latin Jazz asociándose con Whitney Arceneaux, quien ahora es su mánager y este le presenta a Stephen Francis de Singapur, quien se convierte es su Director Musical creando así un estilo único y novedoso y unificando sonidos de Asia con ritmos latinos. Moises y Stephen Francis, dan nacimiento al material discográfico "Sonata al Amor".
Teniendo este material una intensa producción permitiéndole preparar su voz en estudio con la reconocida e internacional Top Vocal Specialist, Coach Producer Jeannie Deva y el gran maestro Seth Riggs quien tiene clientes como Céline Dion, Elton John y Peter Gabriel entre otros.
Este material discográfico tuvo el reconocimiento de grandes expertos de la industria de la música tales como el de Ross Raigan, quien descubrió a Neil Diamond y Elton John.
- Datos: Q6020731